# Thiamphenicol
Thiamphenicol ist ein Antibiotikum. Es ist das Methyl-Sulfonyl-Analogon von Chloramphenicol und hat auch ein ähnliches Aktivitätsspektrum, ist jedoch 2,5- bis 5-mal so potent. Wie Chloramphenicol ist es wasserunlöslich, jedoch sehr gut löslich in Lipiden. Es wird in vielen Ländern in der Veterinärmedizin eingesetzt, ist in China, Italien und der Türkei allerdings auch für den Menschen zugelassen. Sein Hauptvorteil gegenüber Chloramphenicol ist der, dass es nie mit Aplastischer Anämie in Verbindung gebracht wurde.
Die chemische Synthese von Thiamphenocol ist in der Literatur beschrieben. Ein fluoriertes Analogon ist Florfenicol.